# Walter Andreas Hofer

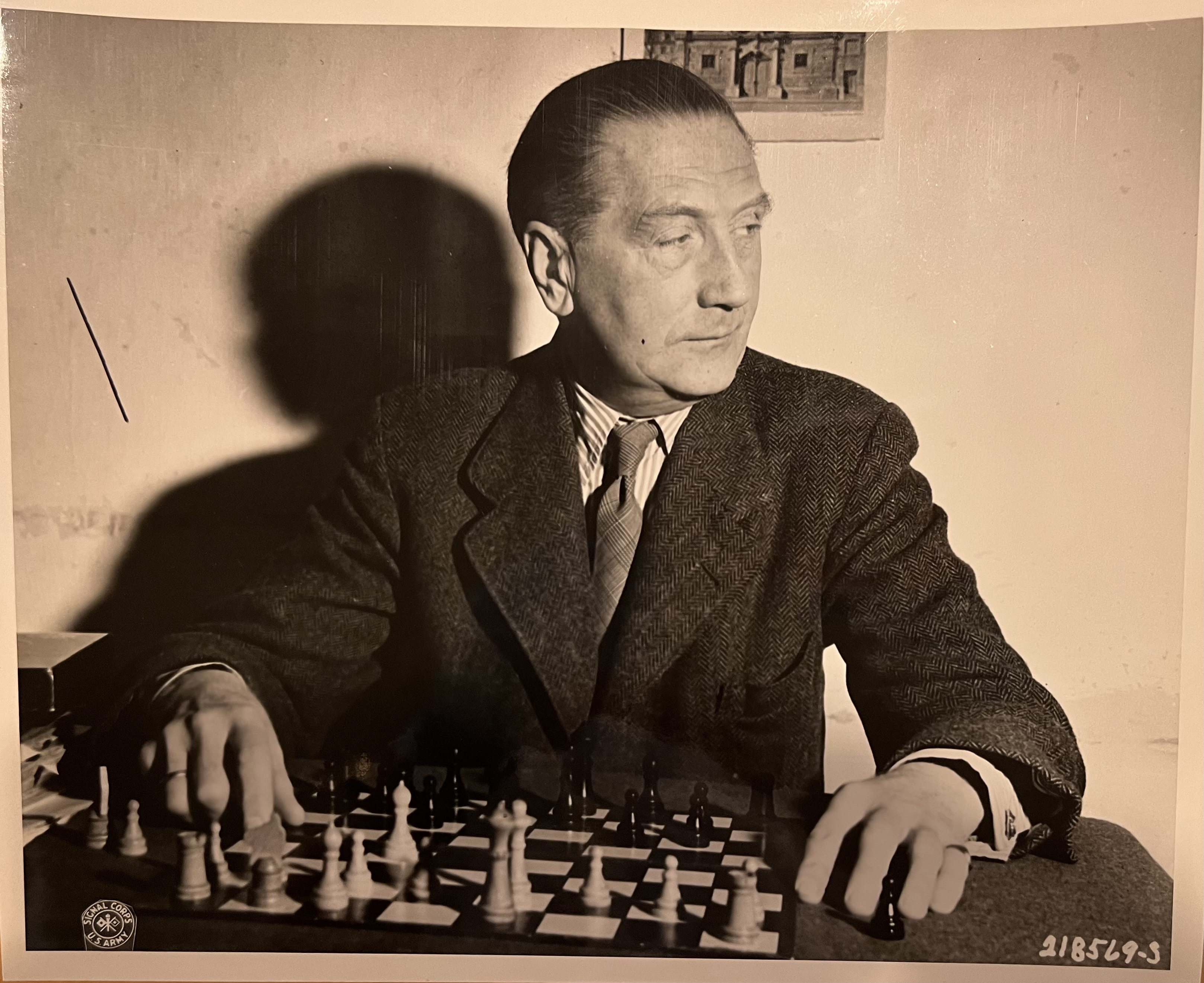
Walter Andreas Hofer (November 1945)

Walter Andreas Hofer (* 10. Februar 1893 in Berlin; † 1975) war ein deutscher Kunsthändler.

## Leben
Walter Andreas Hofer begann seine Laufbahn als Kunsthändler in den frühen 1920er Jahren und leitete die Galerie seines Schwagers Kurt Walter Bachstitz in Den Haag. Er lernte den Umgang mit alten Gemälden und Antiquitäten, verkaufte „erstrangige Werke“ europäischer Meister, lieferte Gobelins, italienische Bronzen, Antiken, illuminierte Handschriften, Kunstgewerbe und „mohammedanische Handwerkskunst“.
Im Jahr 1928 ging Hofer nach Berlin, um Kunst zu studieren. Hier lernte er den Kunstsammler Gottlieb Reber aus Lausanne kennen, für den er von 1930 bis 1934 in der Schweiz arbeitete. Durch Reber wurde Hofer beim Kunsthändler Alfredo Barsanti in Rom, den Sammlern Marchese Gentile Farinola, Luigi Bellini in Florenz und der Comtesse de la Béraudière in Paris eingeführt.
Hofer ließ sich 1934 als freier Kunsthändler in Berlin nahe dem Kurfürstendamm nieder. Im Jahre 1937 heiratete er die Restauratorin Berta Fritsch. Von 1939 bis 1944 hatte er hauptsächlich Hermann Göring als Kunde. Göring war ein fanatischer Kunstsammler. Er bemühte sich, eine der größten privaten Sammlungen der Welt zu  errichten. Dafür setzte er viele Beschaffer ein. Einer der wichtigsten war Hofer. Hofer wurde auf Provisionsbasis entlohnt, hatte Zugriff auf Devisen und konnte die Sonderzüge Görings zum Transport der Kunstgegenstände benutzen. Er reiste und berichtete ständig per Telefon oder Brief über seine „Funde“. Hans Wendland bearbeitete die geplanten Erwerbungen aus Frankreich und der Schweiz, Walter Waech aus Holland und Belgien. Gottlieb Reber war für die Werke aus Italien zuständig.
Am 7. Oktober 1940 veräußerte die Galerie Fischer in Luzern ein von Hans Baldung im Jahre 1534 gemaltes Bildnis eines Straßburger Johanniters für 45.000 Schweizer Franken über Walter Andreas Hofer an Hermann Göring. Aus dessen Beständen gelangte es mit einem zweiten 1528 datierten Porträt in die Bayerische Staatsgemäldesammlung. 1940 gelang es Walter Hofer ein Stillleben mit Porzellankanne von Willem Kalf aus dem Jahr 1653 in seinen Besitz zu bringen. Das Gemälde hatte dem rassistisch verfolgten Maler Josef Block gehört. Das Bild gelangte in einem Tausch mit Ernst Buchner nach München in die Alte Pinakothek.
Hofer war ein wichtiger Mittelsmann zwischen Göring und dem Kunsthändler Theodor Fischer in Luzern. Im Briefkopf führte Hofer den Titel Der Direktor der Kunstsammlungen des Reichsmarschalls. In seinem Schreiben an Göring vom 18. Juli 1941 empfahl er ihm einen Tausch von französischen Werken des 19. Jahrhunderts, die Fischer bekannt waren, gegen frühdeutsche Werke. Hofer kaufte „arisierte“ Sammlungen und arbeitete eng mit der wichtigsten NS-Kunstrauborganisation, dem Einsatzstab Reichsleiter Rosenberg zusammen.
Kurt Walter Bachstitz bekam durch Hofers Eingreifen gegen Überlassung wertvoller Kunstwerke an Göring ein Ausreisevisum in die Schweiz und konnte sich 1944 vor der Verfolgung retten. Im Januar 1944 wurde Hofer in die Division „Hermann Göring“ eingezogen und lebte in Carinhall, dem Jagdschloss des Reichsmarschalls in der Schorfheide. Bei seiner Gefangennahme in Berchtesgaden, wohin er die Kunstsammlung Görings gebracht hatte, setzte er sich vor der internationalen Presse in Szene. Bildkorrespondenten, englische und amerikanische Wochenschauen berichteten.
Hofer wurde in Altaussee verhört und war mit Detailwissen über Kunstwerke, Persönlichkeiten und Transaktionen behilflich. Er kam in Gewahrsam der amerikanischen Hauptankläger in den Nürnberger Prozessen und wurde in Hersbruck interniert. 1950 sagte er in der Schweiz gegen Theodor Fischer aus. In Abwesenheit wurde er von einem französischen Militärtribunal zu zehn Jahren Haft verurteilt, konnte jedoch bis in die siebziger Jahre unbehelligt in München als Kunsthändler weiterarbeiten.